# Свинска война
Свинската война (на сръбски: Свињски рат/Svinjski rat) е популярното наименование на търговската война, водена между Кралство Сърбия и Австро-Унгария в периода 1906 – 1908 г. В хода на войната Хабсбургската монархия се опитва безуспешно да наложи мита върху вноса на свинско месо и други селскостопански продукти от Сърбия. 
В началото на 20 век Сърбия е силно зависима икономически от Австро-Унгария, като основният износ за нея е на свинско месо. Страната се опитва да намали влиянието на северната си съседка чрез създаване на търговски връзки с Франция и България. Кралството започва да внася френски, а не австрийски боеприпаси през 1904 г., създава митнически съюз с България през 1905 г., като резултат намаляват продажбите на австрийските стоки, натоварени с високи мита. През януари на 1906 г. унгарското правителство затваря границата за вноса от Сърбия поради предполагаема епидемична опасност. На 7 юли 1906 г. Австро-Унгария изцяло забранява вноса на сръбския добитък, птици и селскостопански продукти. Това действие нанася силен удар по сръбското земеделие и предизвиква в страната икономическа криза. Белград отговаря с въвеждането на максимална митническа тарифа за всички стоки от досегашния си най-важен търговски партньор. 
Сърбия успява да преодолее наложеното търговско ембарго чрез смяна на своите търговски партньори и изграждане на собствена месопреработвателна индустрия. Тя успява да се откъсне икономически от Хабсбургската монархия, при което нейният експорт за Австро-Унгария се свива и от 88% преди конфликта става 30%.  Индустрията на кралството преживява бум по време на търговската война – икономиката се диверсифицира, създават се нови предприятия. Половината от всички съществуващи през 1914 г. фабрики са основани едва след 1906 г. В страната навлизат големи инвестиции, облагодетелствани от тарифните бариери за вноса.
Провалът на австрийската политика в свинската война се дължи и на факта, че няма подкрепата на съюзната Германска империя, която дори поема голямата част от търговията със Сърбия. Конфликтът приключва през март 1908 г. с едно търговско споразумение, значително по-неблагоприятно за Сърбия.
В резултат на свинската война засилва се стремежът на Сърбия да получи достъп до Адриатическо море и напълно да се освободи икономически от Хабсбургската монархия.